# Ch-69
De Ch-69 (Cyrillisch schrift: Х-69, Engels: Kh-69, NAVO-codenaam: AS-22 Kazoo) is een Russisch kruisvluchtwapen met stealth eigenschappen, gelanceerd vanonder een vliegtuig.

## Geschiedenis
De Ch-69 is ontwikkeld vanuit de Ch-59.
In september 2023 was de Ch-69 volgens het Internationaal Instituut voor Strategische Studies nog in testfase.

## Eigenschappen
De vleugels en vier vinnen klappen uit na lancering. De Ch-69 past zo in het intern wapenruim van de Soechoj Soe-57. Ook de Soechoj Soe-30MK, Soechoj Soe-34, Soechoj Soe-35, Mikojan-Goerevitsj MiG-29K en Mikojan-Goerevitsj MiG-35 kunnen ze lanceren. Hij kan 20 m boven de grond scheren onder de radar.De Ch-69 heeft een rechthoekige doorsnede voor betere stealth eigenschappen. De raket is vergelijkbaar met de Storm Shadow en de Taurus KEPD 350.

## Inzet boven Oekraïne
Rusland heeft drie Ch-69 ingezet boven Oekraïne in de nacht van 7 op 8 februari 2024.
Op 11 april 2024 heeft Oekraïne resten van de Ch-69 gevonden na de Russische aanval op de thermische centrale Trypilska.